# Riparbella
Riparbella är en ort och kommun i provinsen Pisa i regionen Toscana i Italien. Kommunen hade 1 612 invånare (2018).